# Atelurius
Atelurius Simon, 1901 è un genere di ragni appartenente alla famiglia Salticidae.

## Distribuzione
L'unica specie nota di questo genere è stata rinvenuta in Venezuela e in Brasile, nella località di Pau d'Alto Itu, nello Stato di São Paulo .

## Tassonomia
A maggio 2010, si compone di 1 specie:
- Atelurius segmentatus Simon, 1901[3] — Venezuela, Brasile